# YK樂團
YK樂團是由巴塞隆納音樂家Yerko Lorca（約羅卡）和台灣藝術家Kuan Yin（黃冠螢）共組成，兩人透過世界少見的遠古樂器：西非吟遊詩人傳統樂器 Kora （页面存档备份，存于）（科拉琴）、三千年歷史絕跡Tartesstian Lyre （页面存档备份，存于）（西班牙塔特西里拉琴）與 古地中海的 Tar （页面存档备份，存于）塔兒鼓為主軸，搭上兩人男女和聲原創樂曲。除了原創電影感奇幻樂曲，他們也挖掘考古學家千年樂曲 （页面存档备份，存于）進行改編。榮獲2019全球音樂獎（Global Music Awards）金獎The Best of Show、年度專輯獎、最佳作曲人、最佳製作人、最佳裝幀設計獎；入圍第10屆金音創作獎最佳跨界/世界音樂專輯獎與單曲獎；入選全球指標性世界音樂排行榜—環球世界音樂榜(Transglobal World Music Chart （页面存档备份，存于））。
YK樂團透過古老器樂演奏結合數位音樂編曲，原創樂曲且跨足遊戲配樂 （页面存档备份，存于），實驗敘事音樂連結情感的多種可能。

## 成員

### 創團
- 2016年成立。

### 約羅卡 Yerko Lorca
Composer / Musician / Singer
全球音樂獎最佳作曲人與最佳音樂製作人，父母為南美洲民謠歌手，叔公為西班牙傑出詩人、劇作家Federico García Lorca，以世界擊樂起家，多方涉獵南美康加鼓、爵士鼓、西非金盃鼓、缽、澳洲原住民樂器Didgeridoo和框鼓，2009年前往西非巴馬科靜修Kora，師承葛萊美獎得主Toumani Diabaté （页面存档备份，存于）當代科拉琴、「Ensemble Instrumental du Mali」Mamadou Kouyaté的傳統科拉琴， Djeliba Baba （页面存档备份，存于） 的傳統西非 Jaliyaa 說書藝術。 2014年自組研究團隊復刻出伊比利半島上古樂器「塔特西里拉琴」（Tartessian Lyre），並以古西班牙和希臘語吟唱著地中海流域古老詩歌，將古曲重新改編創作。個人出版西非豎琴專輯《Sankofa （页面存档备份，存于）》、《21 cuerdas （页面存档备份，存于）》，並與多位國際音樂家共創民謠專輯《Sonambé （页面存档备份，存于）》，2019年以YK樂團發行小說＋音樂的複合式系列專輯《Árcaron方舟｜雙月樂途首部曲：神話的崛起 （页面存档备份，存于）》首部曲。巡演足跡遍及西班牙、瑞士、法國、美國、巴西、哥倫比亞、日本、臺灣、中國等；專精於為故事創作樂曲，將獨特古器樂聲音帶入遊戲音樂，人們說他的音樂觸動靈魂。

### 黃冠螢 Kuan Yin
Artist / Vocal / Composer
台灣政治大學廣播電視學系畢業，主修廣播畢業，為聲音藝術家、主持人、配音員，自2016年與Yerko Lorca共組「YK樂團」，是歌者、古地中海塔兒鼓演奏者，致力於古音樂的故事傳承與新創。參與國內外大型舞臺演出「世界音樂節@台灣」、哥倫比亞神聖音樂節（Festival Internacional de Música Sacra de Bogotá）、深圳藝穗節、流浪之歌音樂節、東海岸大地藝術節、城市之森音樂節等。創辦啊哈藝術有限公司，推廣藝術天賦開發，為第十屆Keep Walking夢想資助計畫 （页面存档备份，存于）得主，並多次前往國外進修藝術相關課程，說故事師承傳統義大利西西里說書人Alessio Di Modica （页面存档备份，存于）。

## 音樂作品

### 專輯《Árcaron方舟—雙月樂途首部曲：神話的崛起》
- 榮獲2019 美國獨立音樂獎項－全球音樂獎（Global Music Awards）金獎The Best of Show、年度專輯、最佳作曲、最佳製作、最佳裝幀設計獎。
- 入圍第10屆金音創作獎最佳跨界或世界音樂專輯獎。
- 以〈巨龍的殞落 The Fall of Dragons〉入圍第10屆金音創作獎最佳跨界或世界音樂單曲獎。
- 入選全球指標性世界音樂排行榜—環球世界音樂榜（Transglobal World Music Chart （页面存档备份，存于））

### 配樂
- 2018年 《Garena傳說對決》「洛神」瀾宣傳影片 | 英雄主題曲Sephera （页面存档备份，存于）

## 演出經歷
註：僅為部分演出場次
- 2019年 流浪之歌音樂節 Migration Music Festival
- 2019年 故宮博物院−南院邂逅音樂會
- 2019年 東海岸大地藝術節−月光海音樂會 （页面存档备份，存于）
- 2019年 半島歌謠祭 Hear Here
- 2019年 城市之森生活藝術節 （页面存档备份，存于）
- 2019年 哥倫比亞年度盛事《國際神聖音樂節 Festival Internacional de Música Sacra de Bogotá》
- 2017,2018年 深圳灣藝穗節 Shenzhen Fringe
- 2017年 世界音樂節@台灣 （页面存档备份，存于）
- 2015,2017年 巴西《國際豎琴音樂節 International RioHarpFestival》 （页面存档备份，存于）
- 2016年 西班牙音樂節 Sons del Camí Manresa （页面存档备份，存于）

## 專訪報導
- 〈創藝多腦河〉專訪 By 黃子佼
- 〈立德路2號 How ART You〉專訪 By 張逸軍 （页面存档备份，存于）
- 〈耳朵借我〉專訪 By 馬世芳

## 外部連結
- YK樂團官方網站 （页面存档备份，存于）
- YK樂團官方臉書粉絲專頁 （页面存档备份，存于）
- YK樂團Instagram
- YK樂團Youtube
- YK樂團的StreetVoice （页面存档备份，存于）